# Lieferantenbewertung
Lieferantenbewertung ist in der Wirtschaft eine mit dem Rating vergleichbare systematische Beurteilung, welche die Leistung von Lieferanten oder Dienstleistern anhand vorher definierter Merkmale bewerten soll.

## Allgemeines
Sie wird vor allem in der Geschäftsbeziehung Business-to-Business und Business-to-Administration vom Kunden des Lieferanten durchgeführt. Hier beurteilen Unternehmen oder die öffentliche Verwaltung ihre Lieferanten. Im Bereich Business-to-Consumer findet eine Beurteilung von Dienstleistern (etwa Hotels), Händlern, Handel oder Versandhandel durch Verbraucher im Rahmen der Online-Bewertung statt. Letztere besitzt jedoch eine geringere Objektivität und höhere Fehlerhäufigkeit als Lieferantenbewertungen.
Mit der Lieferantenbewertung befassen sich innerhalb der betrieblichen Funktion der Beschaffung das Lieferantenmanagement und das Lieferantenbeziehungsmanagement. Die Lieferantenbewertung soll die Leistungsfähigkeit der Lieferanten transparent und nachvollziehbar machen und dient als Grundlage des Lieferantenaudits. Ziel der Lieferantenbewertung ist eine zielgerechte Selektion von Lieferanten. Denn bei der Just-in-time-Produktion ist die Einhaltung genauester Lieferzeiten essentiell, sodass Lieferqualität und Servicelevel von Bedeutung sind.

## Bewertungskriterien
Die Lieferantenbewertung erfolgt mit Hilfe bestimmter Bewertungskriterien, die für die Beurteilung des Lieferanten von Bedeutung sind. Bewertungskriterien sind statische Faktoren wie Lieferungs- und Zahlungsbedingungen, Marktanteile, Marktmacht, Marktverhalten, Preispolitik, Verhandlungsmacht, Produkt- und Dienstleistungsqualität sowie sich verändernde Faktoren wie Kundenanforderung, Kundenorientierung, Lieferbereitschaft, Lieferfähigkeit, Lieferqualität, Lieferzeit, Lieferzuverlässigkeit oder Servicelevel. Auch Details wie die Behandlung von Anfragen können in das Rating einfließen.

## Kennzahlen der Lieferantenbewertung
Die Begriffe betriebswirtschaftliche Kennzahlen, Kriterien und Merkmale werden häufig synonym verwendet.
Die ausgewählten Merkmale beziehen sich dabei auf die Ziele des Abnehmers, so genannte Key Performance Indicators (KPI). So werden in der Praxis häufig Kriterien aus cross-funktionalen Bereichen herangezogen. Häufig zu finden sind dabei die Bereiche Technologie, Logistik und Qualität, sowie der Einkauf. Das Innovationspotenzial des Lieferanten wird ebenso teilweise mit einbezogen. Die Kriterien können quantitativ oder qualitativ sein. Die Bezugsebene der Lieferantenbewertung sind in der Praxis häufig die einzelnen Materialgruppen.
Gängige Kriterien der Lieferantenbewertung sind z. B. die ppm-Rate der gelieferten Teile, der Preis, die Zahlungsbedingungen, die Mengen- und Termintreue sowie die Innovationsfähigkeit des Lieferanten. Die erst genannten Kriterien sind dabei objektiver Natur und relativ leicht messbar, die Innovationsfähigkeit hingegen ist eine subjektive Größe und somit schwieriger messbar.
Weitere in der betriebswirtschaftlichen Literatur genannte subjektive Faktoren sind z. B. Kooperationsverhalten, organisationales Commitment und Kommunikation. Diese sind dann zumeist in allen Unternehmensbereichen messbar.
Die Ermittlung der Kennzahlen läuft dabei systemtechnisch ab. Am Markt existieren hierfür unterschiedliche Lösungen von verschiedenen Anbietern.

### Beispielhafte Kennzahlen in den Unternehmensbereichen
Nachfolgend ist eine Auflistung beispielhafter Kennzahlen der relevanten Unternehmensbereiche aufgeführt. Die vorgenannten subjektiven Faktoren sind hierbei nicht explizit aufgeführt, können aber grundsätzlich jedem Bereich zugeordnet werden:
| Technologiekennzahlen | Logistikkennzahlen  | Qualitätskennzahlen | Einkaufskennzahlen  |
| --------------------- | ------------------- | ------------------- | ------------------- |
| Innovationsfähigkeit  | Termintreue         | ppm-Rate            | Preis               |
| Technologieposition   | Mengentreue         |                     | Angebotstransparenz |
|                       | Anlaufmanagement    |                     |                     |
|                       | eingesetzte Systeme |                     |                     |

## Methoden der Lieferantenbewertung
Die Bewertung sollte regelmäßig erfolgen und in bestimmter Berichtsform aggregiert werden. Die Berichte dienen sowohl dem operativen wie auch dem strategischen Management des beschaffenden Unternehmens. Ferner können Berichte erstellt werden, die dem Lieferanten Transparenz über seine erbrachte Leistung verschaffen und es ihm ermöglichen, Maßnahmen ableiten zu können. Dabei können sowohl quantitative, als auch qualitative Verfahren eingesetzt werden.

### Quantitative Verfahren nach Glantschnig
- Bilanzanalyse
- Preis-Entscheidungsanalyse
- Kosten-Entscheidungsanalyse
- Optimierungsverfahren
- Kennzahlenverfahren

### Qualitative Verfahren nach Glantschnig
- Checklistenverfahren
- Lieferantentypologien
- Portfolio-Methode
- Notensysteme
- Punktbewertungsverfahren
- Matrix Approach
- Nutzwertanalyse
- Geldwertmethode

## Beschaffungsrisiken
Die Bewertung von Beschaffungsrisiken setzt einen proaktiven Ansatz von Einkaufsorganisationen voraus, um die Auswirkungen und Wahrscheinlichkeiten von schädlichen Ereignissen auf die Beschaffung zu verstehen. Dies wiederum gibt den Unternehmen einen Einblick, wie sie am besten mit diesem Risiko umgehen können. Die Bewertung des Lieferrisikos kann auch einen sekundären Nutzen bei der Implementierung proaktiver Liefermanagement-Tools darstellen, insbesondere solcher, die sich auf die Lösung von Qualitätsproblemen bei Lieferanten, die Verbesserung der Lieferantenleistung und die Vermeidung von Lieferunterbrechungen konzentrieren.
Alle Beschaffungsorganisationen sind bis zu einem gewissen Grad Beschaffungsrisiken ausgesetzt, da jedes Glied in der Lieferkette eines Unternehmens mit Risiken behaftet ist. Wenn die einkaufenden Unternehmen die Risikoquellen durch ihre Bewertung verstehen, können sie eine proaktive, langfristige Perspektive für die Reduzierung und das Management dieser Risiken einnehmen.

## Ziele der Lieferantenbewertung
Das Ziel der Lieferantenbewertung ist die Vorabauswahl von Lieferanten, um im sich anschließenden Vergabeprozess nicht mit allen Lieferanten in Verhandlungen zu treten. Weiterhin steht die Optimierung der Lieferantenbeziehungen im Vordergrund, um somit letztlich das zu beschaffende Gut hinsichtlich der einzelnen unternehmensspezifisch zu definierenden Merkmale zu optimieren. Durch die Kombination der Merkmale kann eine Aussage zur Gesamtperformance des Lieferanten getroffen werden und der Lieferant entsprechend klassifiziert werden. Die Klassifizierung erfolgt häufig in den groben Kategorien „bevorzugter Lieferant“, „zu entwickelnder Lieferant“ und „verbotener Lieferant“ oder nach ABC-Systematik. Die einzelnen Ausprägungen sind in der Praxis dabei unterschiedlich, ebenso die Anzahl der vorhandenen Klassen.